# Jaworzynka (dopływ Dunajca)
Jaworzynka – potok, prawy dopływ Dunajca o długości 11,66 km.
Potok płynie w Beskidzie Sądeckim, w Paśmie Radziejowej. Jego źródło znajduje się na północ od szczytu Wielkiej Prehyby, na wysokości ok. 1130 m n.p.m. Jaworzynka płynie stąd na ogół na północ, doliną usytuowaną pomiędzy grzbietem Będzikówki i jego odgałęzieniami na zachodzie a grzbietem Jaworzynki i Zgrzypów na wschodzie. W środkowym biegu wpływa do miejscowości Gaboń, ciągnącej się potem kilka kilometrów wzdłuż doliny, a następnie wpływa do Gołkowic Górnych. Tam uchodzi do Dunajca na wysokości około 320 m n.p.m.
Cały bieg potoku znajduje się w granicach wsi Gaboń w województwie małopolskim, w powiecie nowosądeckim, w gminie Stary Sącz. Prawie na całej długości potoku przebiega wzdłuż niego asfaltowa droga biegnąca przez Gaboń na Prehybę. Przy najwyżej położonych zabudowaniach znajduje się leśniczówka. Tędy biegnie również szlak rowerowy.